# Монфальконе
Монфалько́не (итал. Monfalcone, фриул. и вен. Monfalcon, местн. Mofalcòn, словен. Tržič, нем. Falkenberg) — город в итальянском регионе Фриули-Венеция-Джулия, провинция Гориция.
Город расположен на побережье Триестского залива Адриатического моря, восточнее устья реки Изонцо.
Покровительницей коммуны почитается Пресвятая Богородица (Madonna della Salute), празднование 21 ноября.

## Известные уроженцы
- Фабио Фрителли (1966—2013), более известный как Mo-Do — певец.